# 882 Swetlana

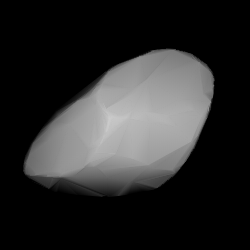
882 Swetlana

Swetlana (asteróide 882) é um asteróide da cintura principal com um diâmetro de 43,55 quilómetros, a 2,3080744 UA. Possui uma excentricidade de 0,2627574 e um período orbital de 2 023,25 dias (5,54 anos).
Swetlana tem uma velocidade orbital média de 16,83344725 km/s e uma inclinação de 6,11963º.
Esse asteróide foi descoberto em 15 de Agosto de 1917 por Grigory Neujmin.